# Urospora synaptae
Urospora synaptae is een soort in de taxonomische indeling van de Myzozoa, een stam van microscopische parasitaire dieren. Het organisme komt uit het geslacht Urospora en behoort tot de familie Urosporidae. Urospora synaptae werd in 1892 ontdekt door Léger.